# Калеман
Калеман — деревня в Кезском районе Удмуртской республики.

## География
Находится в северо-восточной части Удмуртии на расстоянии приблизительно 24 км на север по прямой от районного центра поселка Кез.

## История
Известна с 1873 года как починок Калеманский. В 1905 году здесь (починок Каляманский) учтено было 12 дворов, в 1924 — 15
. До 2021 года входила в состав Мысовского сельского поселения.

## Население
Постоянное население составляло 60 человек (1905 год), 63 (1924, все русские), 9 человек в 2002 году (русские 89 %), 7 в 2012.